# Daniel Núñez
Daniel Núñez Aguiar (12 de setembro de 1958, em Santiago de Cuba, província de Santiago de Cuba) é um cubano, campeão mundial e olímpico em halterofilismo.
Daniel Núñez participou dos Jogos Olímpicos de 1976 e ficou na oitava posição. No Campeonato Mundial para juniores de 1977, ele levantou 110 kg no arranque e 130 no arremesso, tendo concluído com 240 kg no total combinado, e ficou em segundo, na categoria até 56 kg.
Daniel Núñez ganhou medalha de ouro nos Jogos Pan-Americanos de 1979. Campeão mundial sênior em 1978 e campeão mundial e olímpico em 1980, na categoria até 56 kg. Vice-campeão em 1981 e terceiro colocado em 1982. Terminou em quinto lugar no Campeonato Mundial de 1985.
Nos Jogos Pan-Americanos de 1983 foi desqualificado por dopagem bioquímica.
Estabeleceu dez recordes mundiais — oito no arranque (quatro na categoria até 56 kg e quatro na categoria até 60 kg) e um no total (na categoria até 60 kg).